# Tiro ai Giochi della VII Olimpiade - Carabina militare in piedi 300m a squadre
La competizione della carabina militare in piedi 300m a squadre  di tiro a segno ai Giochi della VII Olimpiade si tenne il giorno 29 luglio 1920 a Camp de Beverloo, Leopoldsburg.

## Risultati
5 concorrenti per squadra. Distanza 300 metri. 10 colpi in piedi.
| Pos.    | Nazione        | Concorrenti                                                                                        | Punti |
| ------- | -------------- | -------------------------------------------------------------------------------------------------- | ----- |
| Oro     | Danimarca      | Erik Sætter-Lassen Lars Jørgen Madsen Anders Petersen Anders Peter Nielsen Niels Larsen            | 266   |
| Argento | Stati Uniti    | Larry Nuesslein Carl Osburn Lloyd Spooner Willis Lee Thomas Brown                                  | 255   |
| Bronzo  | Svezia         | Olle Ericsson Hugo Johansson Leon Lagerlöf Mauritz Eriksson Walfrid Hellman                        | 255   |
| 4       | Italia         | Riccardo Ticchi Camillo Isnardi Luigi Favretti Giancarlo Boriani Sem De Ranieri                    | 251   |
| 5       | Francia        | Léon Johnson Achille Paroche Émile Rumeau André Parmentier Georges Roes                            | 249   |
| 6       | Norvegia       | Østen Østensen Gudbrand Skatteboe Albert Helgerud Olaf Sletten Otto Olsen                          | 242   |
| 7       | Finlandia      | Kalle Lappalainen Vilho Vauhkonen Magnus Wegelius Voitto Kolho Nestor Toivonen                     | 235   |
| 8       | Svizzera       | Fritz Kuchen Albert Tröndle Arnold Rösli Walter Lienhard Caspar Widmer                             | 234   |
| 9       | Sudafrica      | Robert Bodley Fred Morgan Mark Paxton Ferdinand Buchanan David Smith                               | 233   |
| 10      | Paesi Bassi    | Gerard van den Berg Antonius Bouwens Herman Bouwens Cornelis van Dalen Jan Brussaard               | 228   |
| 11      | Portogallo     | Hermínio Rebelo António dos Santos António Ferreira António Martins Dário Cannas                   | 226   |
| 12      | Belgio         | Paul Van Asbroeck Joseph Janssens Vincent Libert Louis Ryskens Conrad Adriaenssens                 | 217   |
| 13      | Grecia         | Andreas Vichos Iōannīs Theofilakīs Konstantinos Kephalas Vassilios Xylinakis Emmanuel Peristerakis | 209   |
| 14      | Cecoslovacchia | Rudolf Jelen Robert Suchada Václav Kindl Josef Linert Antonín Brych                                | 200   |
| 14      | Spagna         | José Benito López Antonio Bonilla Domingo Rodríguez Luis Calvet Antonio Moreira                    | 200   |